# The Eternal Kansas City
"The Eternal Kansas City" es una canción del músico norirlandés Van Morrison publicada en el álbum de 1977 A Period of Transition y como sencillo el mismo año.
Johnny Rogan describió la canción como "la única en el álbum donde había evidencias de la misteriosa majestuosidad de Morrison, uniendo el sonido de Anita Kerr Singers con fuertes tonos de gospel.
Por su parte, Dr. John describió el tema como:

La canción con la que Van conectó todo el álbum alrededor. Era algo muy profundo para él el hecho de enfocar el álbum. Va desde una voz verdaderamente etérea con una introducción de jazz y posteriormente una especie de R&B.

## Personal
- Van Morrison: voz
- Ollie E. Brown: batería
- Marlo Henderson: guitarra
- Jerry Jumonville: saxofón alto
- Reggie McBride: bajo
- Joel Peskin: saxofón barítono
- Dr. John: piano
- Mark Underwood: trompeta
- Robbie Montgomery, Roger Kennerly-Saint, Gregory Wright, Carlena Williams, Paulette Parker, Candy Nash, Toni McVey, Gary Garrett y Joe Powell: coros